# Bitwa pod Köjten
Bitwa pod Köjten – walka pomiędzy armią Mongołów i Kereitów dowodzonych przez Czyngis-chana i Ong-chana a koalicją Mongołów Tatarów i Najmanów pod dowództwem Dżamuki. Stoczona wiosną 1201 roku. Zakończona zwycięstwem sił mongolsko-kereickich i rozpadem koalicji Dżamuki.

## Przyczyny
Przyczyną starcia był wybór Dżamuki na Gur-chana – chana powszechnego, przez wrogie Czyngis-chanowi plemiona Mongolskie, oraz Najmanów, Tatarów i Merkitów od wielu dziesięcioleci (choć zazwyczaj osobno) zwalczających sojusz mongolsko-kereicki.

## Bitwa
Bitwa była prawdopodobnie jedynie serią drobnych starć a do zasadniczego starcia głównych sił prawdopodobnie nie doszło gdyż przerwała je burza, którą stronnicy Dżamuki uznali za złą wróżbę. Następnie kolejne oddziały: najpierw Najmanowie później Merkici, oraz mongolscy Ojraci i Tajczuci porzucili armię Dżamuki ten zaś splądrował najpierw te ludy, które wybrały go swym własnym chanem. Dokładny przebieg starć pod Köjten nie jest znany wiadomo jednak że sam Czyngis-chan brał w nich udział i został pod nim zabity koń.

## Po bitwie
Po bitwie Kereici i Mongołowie ruszyli w pogoń za rozchodzącym się w różnych kierunkach przeciwnikiem. Czyngis-chan ścigał i pobił Tajczutów zaś Ong-chan ruszył z nieznanym, ale z pewnością nie tak pomyślnym skutkiem za Dżamuką. Dżamuka mimo rozpadu koalicji zachował dużą siłę wojskową i pozycję głównego przeciwnika Czyngis-chana. Bitwa ta była pierwszym starciem w 5-letniej wojnie o panowanie nad wschodnią częścią wielkiego stepu, czy też jak to ujęła Tajna historia Mongołów o władzę nad ludami w wojłokowych jurtach.